# Neil Kinnock
Neil Kinnock (* 28. března 1942) je britský politik, člen Labouristické strany (v letech 1983 až 1992 byl předsedou strany). Narodil se ve městě Tredegar jako jediný syn horníka a jeho ženy, která pracovala jako zdravotní sestra. V letech 1970 až 1995 byl členem britského parlamentu. Od roku 1967 je jeho manželkou politička Glenys Kinnock. Jejich syn Stephen Kinnock se rovněž věnuje politice.